# Brazo Casiquiare
Der Río Casiquiare ist der linke Quellfluss des Río Negro, der seinerseits der größte linke Nebenfluss des Amazonas ist. Zugleich verbindet er die Flusssysteme der wasserreichsten Flüsse Südamerikas, Orinoco und Amazonas. Sein Einzugsgebiet, das fast ganz im südlichen Venezuela liegt, reicht im Norden bis in das Flussbett des Orinoco: Vom Orinoco zweigt rund ein Fünftel seines Wassers als Brazo Casiquiare (Casiquiare-Arm) nach Süden ab. Dies ist die größte Flussbifurkation der Erde; ihre Existenz ist bis etwa 1800 für unmöglich gehalten worden, und ihre Entstehung ist auch heute nur teilweise nachvollziehbar.

## Verlauf und Nebenflüsse
In der breiten, aufsedimentierten Talebene des Orinoco bei Tamatama teilt sich der hier träge Strom: zum einen in den etwa 90 m breiten Brazo Casiquiare, der nach Süden abbiegt und zum anderen in den verbleibenden Hauptstrom des Orinoco, der am Westfuß des Berglandes von Guayana zunächst weiter nach Westen, später nach Norden fließt. Der sich bald nahezu in Gegenrichtung durch den dichten tropischen Regenwald südwestwärts windende Casiquiare-Arm erreicht punktuell felsigen Untergrund und gewinnt durch mehrere große, fast ausschließlich linke Nebenflüsse deutlich an Volumen und Fließgeschwindigkeit. Teilweise bildet er kleine Stromschnellen. Die Verlaufsrichtung des Casiquiare wechselt oft; besonders bei der Mündung der größeren Nebenflüsse schwenkt er kurz auf deren Tallinien ein.
Der größte Nebenfluss ist der rund 440 Kilometer lange Río Siapá, dessen klares Wasser das Volumen des Rio Casiquiare mehr als verdoppelt. Sein kaum erforschter Oberlauf entwässert ein großes Hochplateau, von dem er über eine Kataraktstrecke herabkommt. Er ist bekannt für seinen großen Reichtum an Fischarten, aber auch an Kriebelmücken. Der zweitgrößte Nebenfluss, der Río Pasimoni, entwässert das Serra-do-Imeri-Massiv mit dem Pico da Neblina, der grenznahen höchsten Bergspitze Brasiliens (2994 m). In einer Schwemmlandebene am westlichen Gebirgsfuß findet sich eine weitere Bifurkation, die teils in den Río Pasimoni, teils direkt zum Río Negro entwässert. Ein weiterer großer Nebenfluss ist der Rio Yatua.
Nachdem der Casiquiare die nordwestliche Richtung des Río Pasimoni aufgenommen hat, tieft er sich etwas in das umgebende flachwellige Hügelland ein und trifft bei San Carlos de Río Negro auf den Río Guainía, der zugleich die Grenze nach Kolumbien bildet. Der Casiquiare wandelt sich in seinem Verlauf von einem trüben Weißwasserfluss zu einem Schwarzwasserfluss mit zunehmend saurem Wasser. Der gleich große Río Guainía ist dagegen ein typischer Schwarzwasserfluss ohne Aufsedimentierung.

## Gewässerdaten
Über Wasserführung, Länge, Einzugsgebiet und Höhenlage des Flusses existieren wegen seiner verkehrsfernen Lage kaum gesicherte Daten, die zudem teils widersprüchlich, teils nicht schlüssig sind.
Der Casiquiare zweigt, je nach Schätzung, bei Niedrigwasser zwischen einem Zehntel und einem Fünftel und bei Hochwasser zwischen einem Viertel und einem Drittel der Wasserführung des oberen Orinoco ab. Angaben zur mittleren Wasserführung an der Abzweigung schwanken zwischen 200 und 350 m³/s (niedrigstes Monatsmittel: 127 m³/s, höchstes: 680 m³/s). Bis Solano, nahe dem Zusammenfluss mit dem Río Guainía, ist die mittlere Wasserführung auf nahezu das Zehnfache seit der Abzweigung vom Orinoco angewachsen. Sie wird entweder 2101 m³/s oder mit 2387 m³/s angegeben. Der Casiquiare hat damit am Beginn etwa die Größe der Mosel und am Ende die Größe des Niederrheins. Der Río Guainía, der andere Quellfluss des Río Negro, hat am Zusammenfluss nahezu die gleiche Größe wie der Río Casiquiare. Bei ihrem Zusammenfluss haben beide Flüsse eine Breite von etwa 500 Metern.
Die Längenangaben zum Casiquiare reichen von 300 km bis 410 km; die Ausmessung von Satellitenbildern (2010) ergibt 354 km. Das Einzugsgebiet (für den nicht aus dem Orinoco stammenden Teil des Abflusses) wird zumeist mit 42.300 km² angegeben.
Auch die Höhenangaben für den Anfangs- und den Endpunkt des Casiquiare differieren. Für die Abzweigung wird als Höhe 112 oder 123 Meter angegeben, für den Zusammenfluss zumeist eine Höhe von 91 Metern. Eine gelegentlich postulierte Umkehrung der Fließrichtung je nach Wasserstand scheidet bei dem Gesamtgefälle grundsätzlich aus, dies ist allenfalls kleinräumig im Abzweigungsbereich denkbar.

## Entwicklung des Flussgebietes und der Bifurkation
Der Rio Casiquiare fließt durch ein zur Rumpffläche eingeebnetes Hügelland aus Migmatiten und Quarziten des Erdaltertums, das im Westen des mindestens 1,8 Milliarden Jahre alten Guayana-Schildes liegt. Dieser stellt den Nordteil eines Kratons dar, der den ältesten Kern des südamerikanischen Kontinents bildet. Dieser Schild wölbt sich seit Beginn des Tertiärs gegenüber den Tiefländern von Amazonas und Orinoco auf und wird überlagert von ebenfalls sehr alten und widerstandsfähigen Sandsteinen, deren inselhafte Reste das Hügelland als markante Tafelberge überragen. Das Hügelland entwässerte im Wesentlichen nach Nordwesten, bis sich im Tertiär die Anden auffalteten und seitdem ihre Schwemmfächer ostwärts immer höher gegen den Guayana-Schild wachsen ließen. Das Wasser beider Seiten sammelt sich nun im nach Norden fließenden Orinoco.
Im Süden öffnete unterdessen eine grabenartige Einsenkung dem Amazonas den Weg zum Atlantik und lässt auch das Gebiet des Río Negro absinken. An dessen Nordrand, und damit auch im Gebiet des Casiquiare, wurden dadurch nach und nach die nach Westen oder Norden fließenden Flüsse nach Süden zum Río Negro umgelenkt, was besonders beim benachbarten Río Guainía zu ungewöhnlichen Mündungswinkeln der linken (nördlichen) Nebenflüsse führt.
Der obere Orinoco schneidet sich kaum noch in den Untergrund ein; seine Sedimente lagern sich ab und füllen den flachen Talboden immer weiter auf. Die Absenkung zum Amazonas hin half zusätzlich, dass ein Teil des Orinoco-Wassers schließlich in südlich benachbarte Talmulden überlaufen konnte und diese nun ebenfalls mit Sedimenten auffüllt. Dadurch werden die meisten Nebenflüsse von den Ablagerungen des im oberen Teil schwebstoffreichen Río Casiquiare vor ihren Mündungen seeartig zurückgestaut, ähnlich wie dies auch am Amazonas typisch ist.
Der Río Casiquiare selbst weist eine weitere, temporäre Bifurkation auf, die bei hohem Wasserstand Wasser in den Río Conorichite abfließen lässt. Dieser setzt rechts des Casiquiare die Tallinie des Río Siapá fort, staut ebenfalls durch Aufsedimentierung seine Nebenflüsse zurück und mündet später in den Río Guianía, den anderen Quellfluss des Río Negro.
Das südliche Einzugsgebiet des oberen Orinoco wird so sukzessive zum Río Negro hin „ausgekippt“. In welcher Abfolge die Flussumlenkungen stattfanden, die letztlich zum Verlauf des Casiquiare führten, ist noch Gegenstand der Forschung.

## Namensherkunft
Der Name des Casiquiare geht auf die am oberen Orinoco lebenden Ye’kuana zurück (auch Makiritare, etwa: Bootsvolk, genannt). Der erste aus dem europäischen Kulturkreis, der mit ihrer Kultur in Berührung kam, war der jesuitische Missionar Manuel Román, der auf einer Bereisung des Orinoco im Jahr 1744 das verbindende Gewässer zum Amazonas entdeckte. Für dessen Namensgebung wandelte er in seinen Notizen die Bezeichnung Kashishiwari der Ye’kuana für einen mythischen Ur-Fluss in die leichter aussprechbare Form Casiquiare ab.

## Erforschung

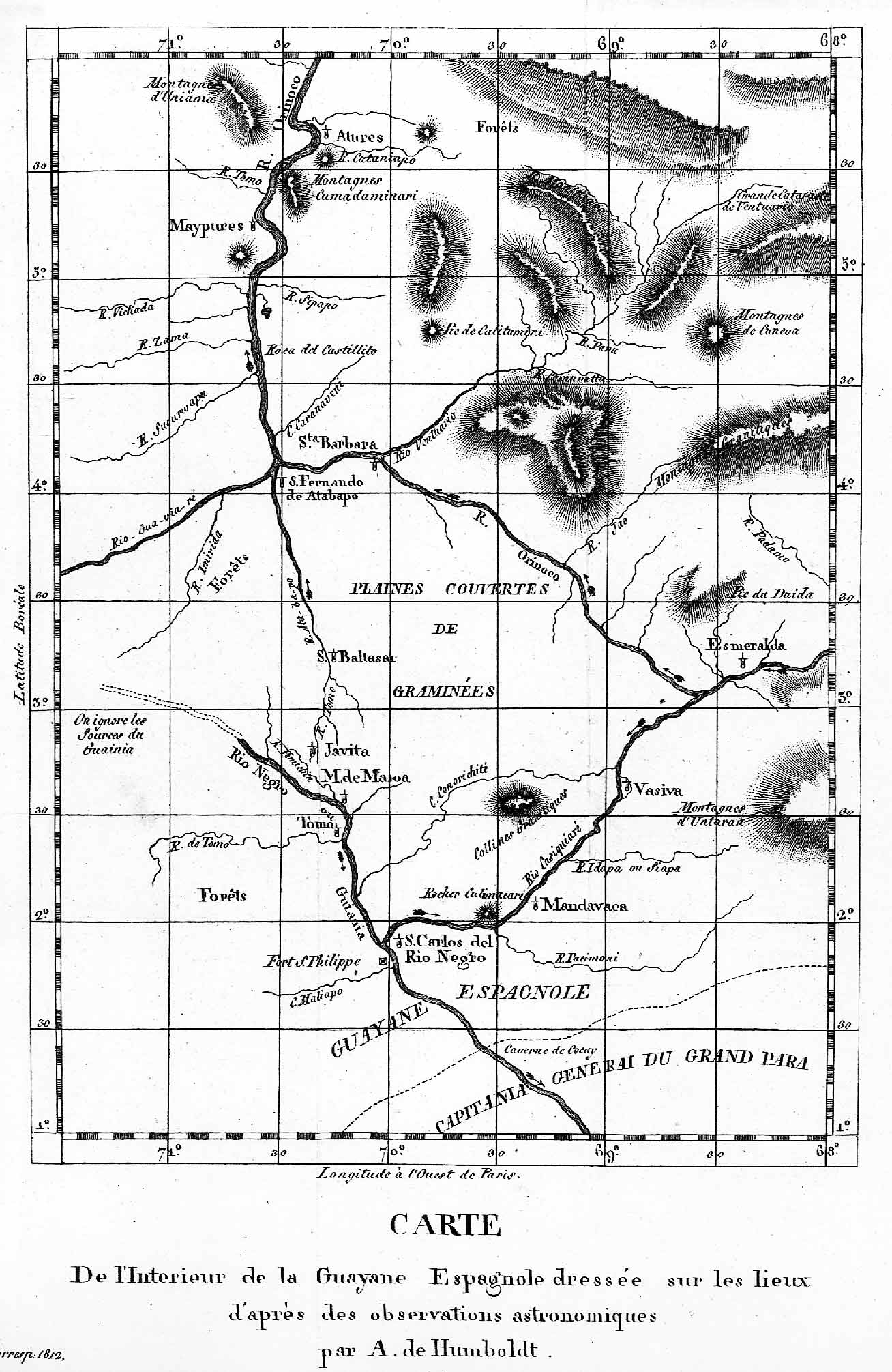
Karte des Gewässersystems um den Casiquiare von Alexander von Humboldt

Erste Kunde von der Flussverbindung scheint im Jahre 1535 Francisco de Orellana und im Jahre 1596 Walter Raleigh zugetragen worden zu sein. 1639 berichtete der spanische Entdecker Cristóbal Diatristán de Acuña von ihr. Auch der gut 100 Jahre spätere Reisebericht von Pater Roman, vorgetragen von La Condamine, widersprach dem damals gängigen Postulat, dass Flüsse oberhalb ihrer Mündung ausschließlich eine reine Baumstruktur hätten, und stieß damit auf mitunter leidenschaftliche Ablehnung. Bestätigt wurde die Flussverzweigung von einer spanischen Orinoco-Expedition zur Grenzfestlegung im Jahre 1755. Letzte Zweifel konnten aber erst im Jahre 1801 von Alexander von Humboldt ausgeräumt werden, der diese Teilung auf seiner Südamerikareise kartografisch und in naturkundlichem Kontext erfasste. Genauere Kartierungen der Wasserwege führte in den Jahren 1924/25 Alexander H. Rice (Harvard University) erstmals auch mit Hilfe von Luftbildern durch.

## Schifffahrtsweg
Anders als Alexander von Humboldt es vermutet hatte, entwickelte der Casiquiare keine Bedeutung als Schifffahrtsverbindung zwischen den Flussgebieten des Amazonas und des Orinoco. Wechselnde Sandbänke und Felsbarren machen die Fahrt für größere Schiffe schwierig. Seit dem Bau zweier großer Staudammprojekte am Rio Madeira ist die Idee eines Binnenwasserweges vom Río de la Plata über die Flussbifurkationen im Norden und im Süden des Amazonasbeckens zum Orinoco zwar wieder aktueller geworden, hierfür wird allerdings der Isthmus des Pimichín für geeigneter gehalten, eine niedrige Talwasserscheide in der Talung des ehemaligen, zum Río Guainía abgelenkten Oberlaufes des heute zum Guaviare und Orinoco fließenden Atabapo. Heute wird der Casiquiare verstärkt touristisch befahren, wobei Kontakte mit dem indigenen Volk der Yanomamo im Vordergrund stehen.